# Gunpowder Plot

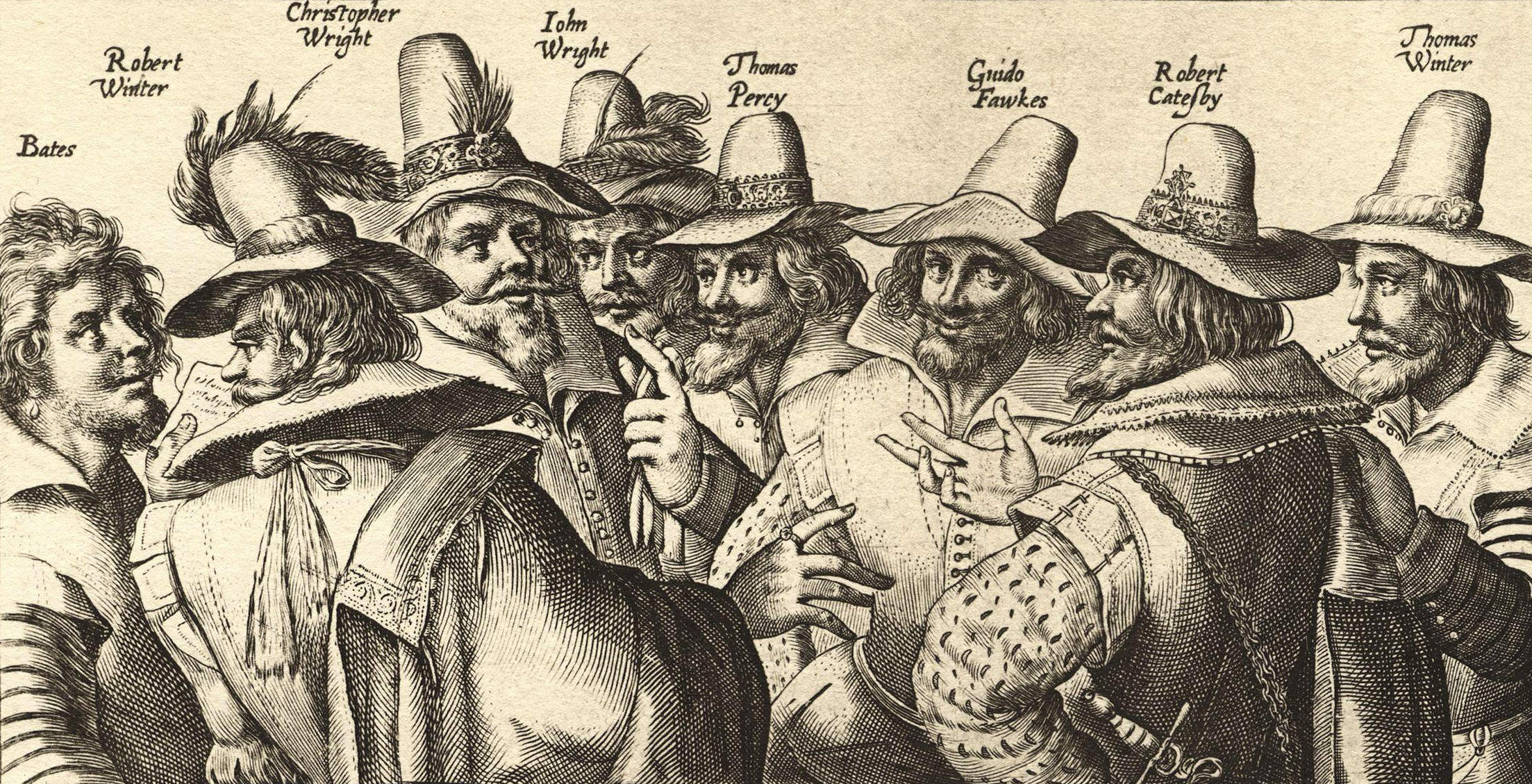
Die Schwarzpulververschwörer, Zeichnung von Crispijn van de Passe dem Älteren. Dritter von rechts: Guy Fawkes.

Der Gunpowder Plot (deutsch Pulververschwörung, seinerzeit als powder treason, „Pulververrat“, bekannt) war ein Versuch britischer Katholiken, während der Parlamentseröffnung am 5. November 1605 den protestantischen König von England, Jakob I., seine Familie, die Regierung und alle Parlamentarier zu töten.
Die Verschwörung wurde von Robert Catesby geplant und vom Sprengstoffexperten Guy Fawkes (eigentlich Guido Fawkes oder Guido Faux) ausgeführt. Die bekannten weiteren Verschwörer waren Thomas Wintour (Winter) und dessen Bruder Robert, Christopher Wright und dessen Bruder John, Thomas Percy, John Grant, Ambrose Rookwood, Robert Keyes, Sir Everard Digby, Francis Tresham und Robert Catesbys Diener Thomas Bates.

## Motiv
Das Motiv war Rache am König, da dieser die katholische Bevölkerung unterdrückte (siehe beispielsweise: Vierzig Märtyrer von England und Wales). Seit Heinrich VIII. war der englische König das geistliche Oberhaupt der von Rom abtrünnigen anglikanischen Kirche. Nachfolgende Monarchen hatten allerdings große Schwierigkeiten, ihre Autorität in Kirchenfragen durchzusetzen, zumal die römische Kirche mit Macht versuchte, ihren Einfluss zurückzugewinnen. Unter Elisabeth I. wurden die religiösen Spannungen durch eine weitgehende Toleranz gemindert. Ihr direkter Nachfolger Jakob I. war jedoch aufgrund seiner Erziehung im presbyterianischen Schottland dem Protestantismus stärker zugeneigt. Katholisch orientierte Adelige und Beamte befürchteten nun, ihren Einfluss endgültig zugunsten der aufstrebenden Puritaner zu verlieren, die bereits über einige Macht im protestantisch dominierten Parlament verfügten.

## Verlauf
Dem Gunpowder Plot gingen einige andere Versuche voraus, den englischen König zu ermorden. Fawkes und seine Mitverschwörer versuchten, am Dienstag, dem 5. November 1605 (jul. Kalender), während der dann stattfindenden Parlamentseröffnung durch den König das in gemeinsamer Sitzung versammelte Ober- und Unterhaus im Palast von Westminster in London in die Luft zu sprengen. Zu diesem Anlass waren nicht nur alle Parlamentarier, sondern auch die gesamte Königsfamilie zugegen, die alle mit einem Schlag ausgelöscht worden wären. Für die Sprengung wurden rund 2,5 Tonnen Schießpulver in den Kellern des Gebäudes deponiert (daher auch die englischen Bezeichnungen „powder treason“ und „gunpowder plot“ für das Attentat).
Der katholische Lord Monteagle erhielt vor dem geplanten Anschlag einen Brief, der ihm empfahl, sich unter einem Vorwand von der Parlamentseröffnung fernzuhalten, da das Haus „einen Schlag erhalten“ werde. Dieses Schreiben wurde an die Behörden weitergereicht. Fawkes und der eingelagerte Sprengstoff wurden vom Friedensrichter Thomas Knyvet am Morgen des 5. November bei einer Inspektion der Keller unter dem Parlament entdeckt. Unter der vom König persönlich angeordneten Folter gestand Fawkes seine Tat und gab seine Mitverschwörer an, die sofort verhaftet wurden. Vier von ihnen starben bei der Festnahme durch Sir Richard Walsh, den High Sheriff von Worcestershire, am 8. November 1605 in Holbeche House: Robert Catesby, Thomas Percy, Christopher Wright und John Wright. Robert Catesby und Thomas Percy wurden dabei gleichzeitig von derselben Kugel aus der Muskete von John Streete von Worcester erschossen.
Am 30. Januar 1606 wurden Sir Everard Digby, Robert Wintour, John Grant und Thomas Bates vor dem westlichen Ende der St Paul’s Cathedral hingerichtet. Die Delinquenten endeten erhängt, ausgeweidet und gevierteilt: Sie wurden bis zur Bewusstlosigkeit gehängt, danach wurden ihnen die Gedärme herausgerissen und die Körper gevierteilt. Am nächsten Tag starben im alten Palasthof von Westminster Thomas Wintour, Ambrose Rookwood, Robert Keyes und auch Guy Fawkes.
Nach Berechnungen von Wissenschaftlern hätte die angesammelte Menge von Sprengstoff ausgereicht, alle Gebäude im Umkreis von einem Kilometer zu beschädigen und auf jeden Fall den gesamten Westminster-Palast zu zerstören.
Unklar ist bis heute die Rolle von Lord Monteagle. Einige Historiker gehen davon aus, dass er der Verschwörung angehörte und seine Mitwisser verriet.

## Wirkung
Die Aufdeckung des geplanten Attentats verhinderte eine Re-Emanzipation des katholischen Glaubens in England für weitere 200 Jahre, bis zur Katholikenemanzipation ab dem späten 18. Jahrhundert. Die Bedeutung dieser Ereignisse ist vor dem Hintergrund der weiteren Entwicklung Großbritanniens nicht zu unterschätzen.
Bis heute ist in Großbritannien dieses gescheiterte Attentat nicht vergessen. Man feiert jedes Jahr am 5. November, dem Guy Fawkes Day, das Scheitern des Komplotts mit einem Straßenumzug in der Guy Fawkes Night, bei dem eine Guy-Fawkes-Puppe verbrannt wird und Feuerwerke entzündet werden. Sie wird auch Bonfire Night oder Fireworks Night genannt. Dazu gibt es auch ein populäres Gedicht:
Remember, remember the fifth of November,

gunpowder, treason and plot,

I know of no reason why gunpowder treason

should ever be forgot.

Guy Fawkes, Guy Fawkes,

’twas his intent

to blow up the King and the Parliament.

Three score barrels of powder below,

Poor old England to overthrow:

By God’s providence he was catch’d

With a dark lantern and burning match.

Holloa boys, holloa boys, make the bells ring.

Holloa boys, holloa boys, God save the King!

Hip hip hoorah!
Da beim Abbrennen der Feuerwerke immer wieder Menschen verletzt wurden, wurde 2004 speziell zu diesem Zweck ein neues Gesetz geschaffen, die Fireworks Regulations.
Zum festen Ablauf des britischen Hofzeremoniells zur jährlichen Parlamentseröffnung des regierenden Monarchen gehört bis heute eine Durchsuchung der Keller unter den Houses of Parliament durch die Yeomen of the Guard unmittelbar vor der eigentlichen Versammlung.

## Bezüge in Kunst und Kultur
- Die BBC produzierte 2004 den zweiteiligen Film Maria Stuart – Blut, Terror und Verrat, dessen zweiter Teil den Gunpowder Plot als thematischen Schwerpunkt behandelt.
- Die BBC produzierte 2017 die dreiteilige Fernsehserie Gunpowder, die auf Grundlage des Gunpowder Plots geschrieben wurde, mit der Figur des Robert Catesby als Protagonisten.
- Am 1. November 2005 strahlte der britische Fernsehsender ITV eine Rekonstruktion des Attentats aus. Der Sender hatte umgerechnet 1,5 Mio. Euro ausgegeben, um auf dem Testgelände der Advantica Spadeadam eine genaue Rekonstruktion sowohl des damaligen Oberhauses als auch des Sprengstoffs in seinen 36 Fässern aufzubauen. Nach der Zündung des Sprengstoffs war der Nachbau vollkommen zerstört, ebenso wie die knapp 150 Puppen, die den königlichen Hofstaat darstellen sollten.
- John Lennons Lied Remember endet mit der Zeile „the fifth of November“ und einer Explosion.
- Die Comicreihe V wie Vendetta greift, wie auch deren Verfilmung, verschiedene Motive des Konflikts im Gunpowder-Plot auf; auch die Liedzeile „Remember, remember the fifth of November“ wird hier rezitiert.
- In Neil Gaimans The Sandman schreiben Shakespeare und Ben Jonson das Gedicht gemeinsam.
- Von Günter Kunert gibt es die Ballade von der Großen Pulververschwörung in dem Gedichtband Unter diesem Himmel aus dem Jahre 1955.
- Die Fernsehserie Highlander vermischt den Gunpowder-Plot mit einem anderen historischen Ereignis, der Entführung des Steines von Scone.
- In der Sci-fi-Komödie Attack the Block aus dem Jahr 2011 landen Außerirdische im Schutze einer Guy Fawkes' Night in London und werden bei ihren Landungen wegen der vielen Feuerwerksexplosionen von den meisten erst einmal gar nicht bemerkt.
- In der ersten Folge der dritten Staffel der britischen Serie Sherlock versucht ein geheimes Terrornetzwerk, ebenfalls am 5. November das britische Parlament bei einem Bombenanschlag in die Luft zu sprengen.
- In der sechsten Staffel der Fernsehserie Game of Thrones wird in ähnlicher Weise eine mächtige religiöse Vereinigung ausgelöscht. Indem große Mengen an flüssigem Sprengstoff in den Katakomben versteckt und gezündet werden, gelingt es der Krone, sich im Machtkampf mit dem Glauben als Siegerin durchzusetzen.
- Der Satiriker Jan Böhmermann veröffentlichte in seiner Late-Night-Show Neo Magazin Royale am 31. März 2016 das Lied „Be Deutsch“. Der Anfang des Liedes, von William Cohn gesprochen, lautet: „Remember, Remember, the 9th of November, broken glass, fire and plot. I know of no reason why our very own treason should be ever forgot.“[4]
- Im Jugendroman „Der Tod kennt kein Morgen“ der Young-Bond-Serie versucht der Kommunist Dandy König Georg V. umzubringen. Dieser nimmt an einer Veranstaltung in der Kirche von Eton teil. Dandy platziert einen Sprengsatz im Gewölbekeller der Kirche, um die ganze Kirche zu sprengen. James Bond gelingt es jedoch, den Anschlag zu verhindern.[5]
- In Daniel Kehlmanns Roman „Tyll“ ist Doktor Tesimond, ein englischer Jesuit, der Verfolgung als Verschwörer auf das europäische Festland entkommen und gemeinsam mit Doktor Kircher verantwortlich für die Hinrichtung von Tylls Vater, Claus Ulenspiegel.
- In Ken Folletts Roman Das Fundament der Ewigkeit deckt der Hauptcharakter, Ned Willard, den Gunpowder Plot auf und ist an der Verhaftung der Verschwörer beteiligt.
- Die niederländische Hardcore-Punk-Band Born from Pain wiederholen in ihrem Lied Reap the Storm aus dem 2012 erschienenen Album The new Future die ersten vier Zeilen des populären Gedichts.
- In der Neujahrsfolge 2022 der britischen Fernsehserie Doctor Who (Titel: Eve of the Daleks bzw. Silvesternacht mit Daleks) bezieht sich der Doktor, gespielt von Jodie Whittaker, auf die Verschwörung, indem sie vor einer Gebäudesprengung behauptet, dies sei mehr Sprengstoff als 1605.